# Jurij Hytschun
Jurij Hytschun (ukrainisch Юрій Гичун, engl. Transkription Yuriy Hychun; * 10. Februar 1977) ist ein ukrainischer Marathonläufer.
2003 wurde er Achter beim Frankfurt-Marathon, und im Jahr darauf wurde er Sechster beim Prag-Halbmarathon und Dritter beim Carlos Lopes Gold Marathon in Lissabon. Einem dritten Platz beim Country Music Marathon in Nashville 2005 folgten 2006 ein zwölfter Platz beim Hamburg-Marathon und 2007 ein siebter Platz in Nashville.
2008 siegte er beim Dębno-Marathon in 2:10:59 h und verfehlte nur knapp den Streckenrekord von Antoni Niemczak aus dem Jahr 1986. 2009 wurde er Sechster beim Nagano-Marathon.

## Persönliche Bestzeiten
- Halbmarathon: 1:03:56 h, 27. März 2004, Prag
- Marathon: 2:10:59 h, 13. April 2008, Dębno
- 3000-m-Hindernislauf: 8:31,68 min, 3. Juli 2004, Jalta